# Mike Robertson
Michael "Mike" Robertson (Edmonton, Alberta, 26 de fevereiro de 1985) é um snowboarder canadense. Robertson foi medalhista de prata do snowboard cross nos Jogos Olímpicos de Inverno de 2010 em Vancouver.